# (562) Salomé
(562) Salomé es un asteroide perteneciente al cinturón de asteroides descubierto el 3 de abril de 1905 por Maximilian Franz Wolf desde el observatorio de Heidelberg-Königstuhl, Alemania.
Está nombrado en honor de Salomé (14-c.62), princesa idumea, hija de Herodes Filipo I y Herodías.
Forma parte de la familia asteroidal de Eos.